# Abdij van Fontevraud

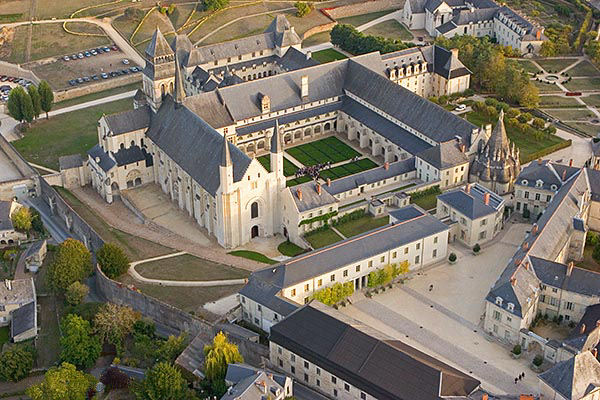
Luchtfoto van de abdij

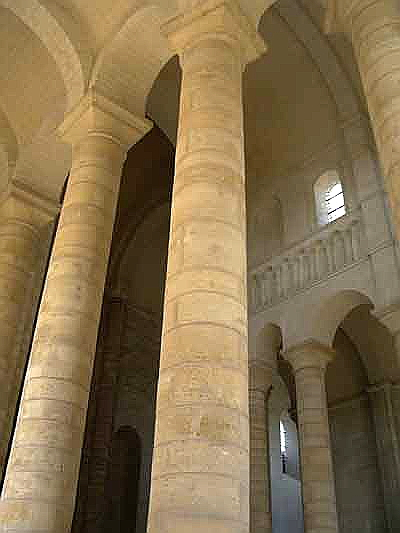
De kapel van de abdij

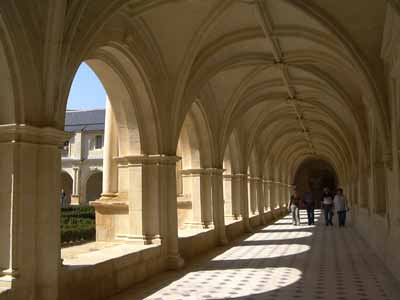
De kloostergang

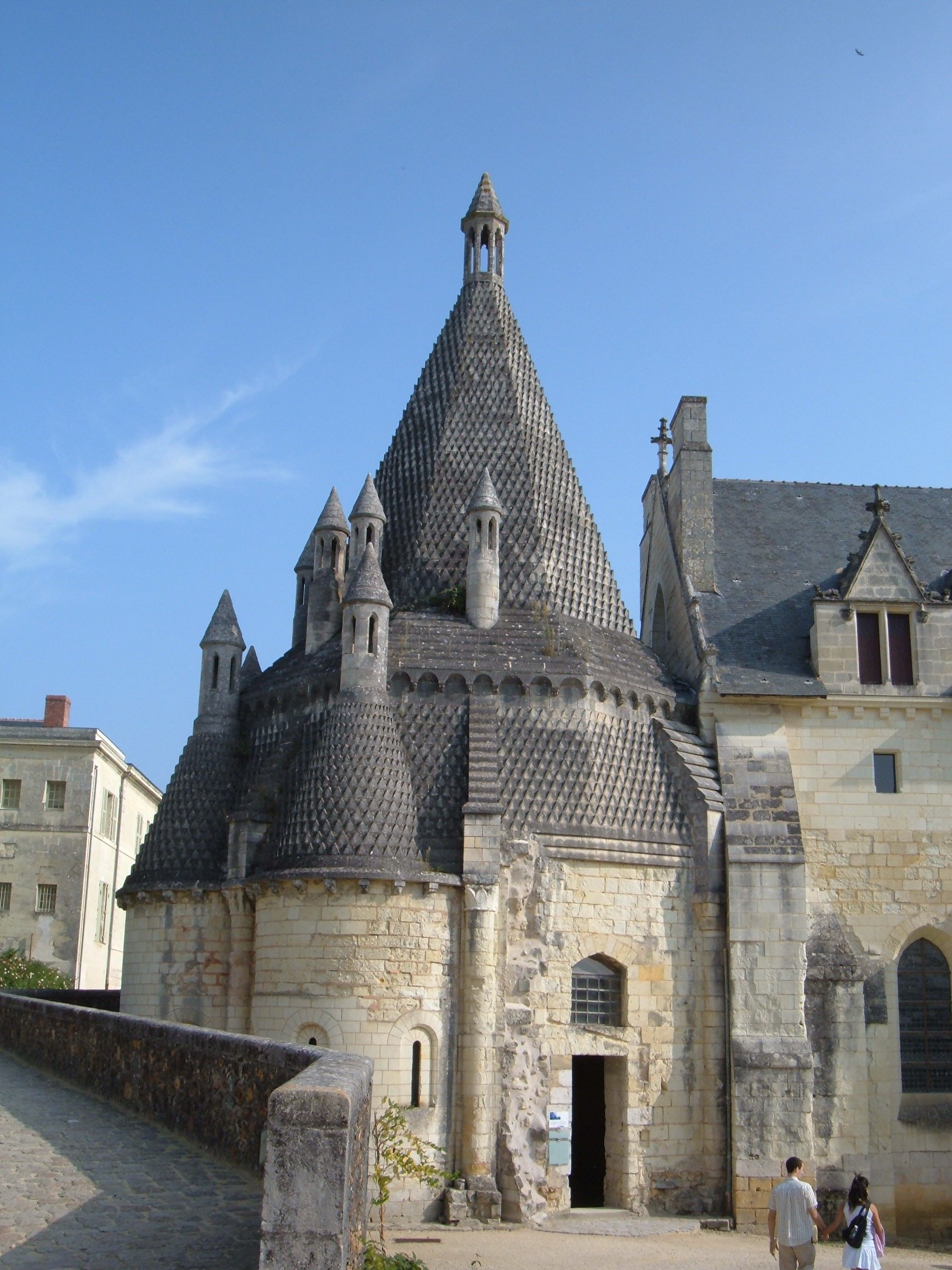
Tour d’Évraud

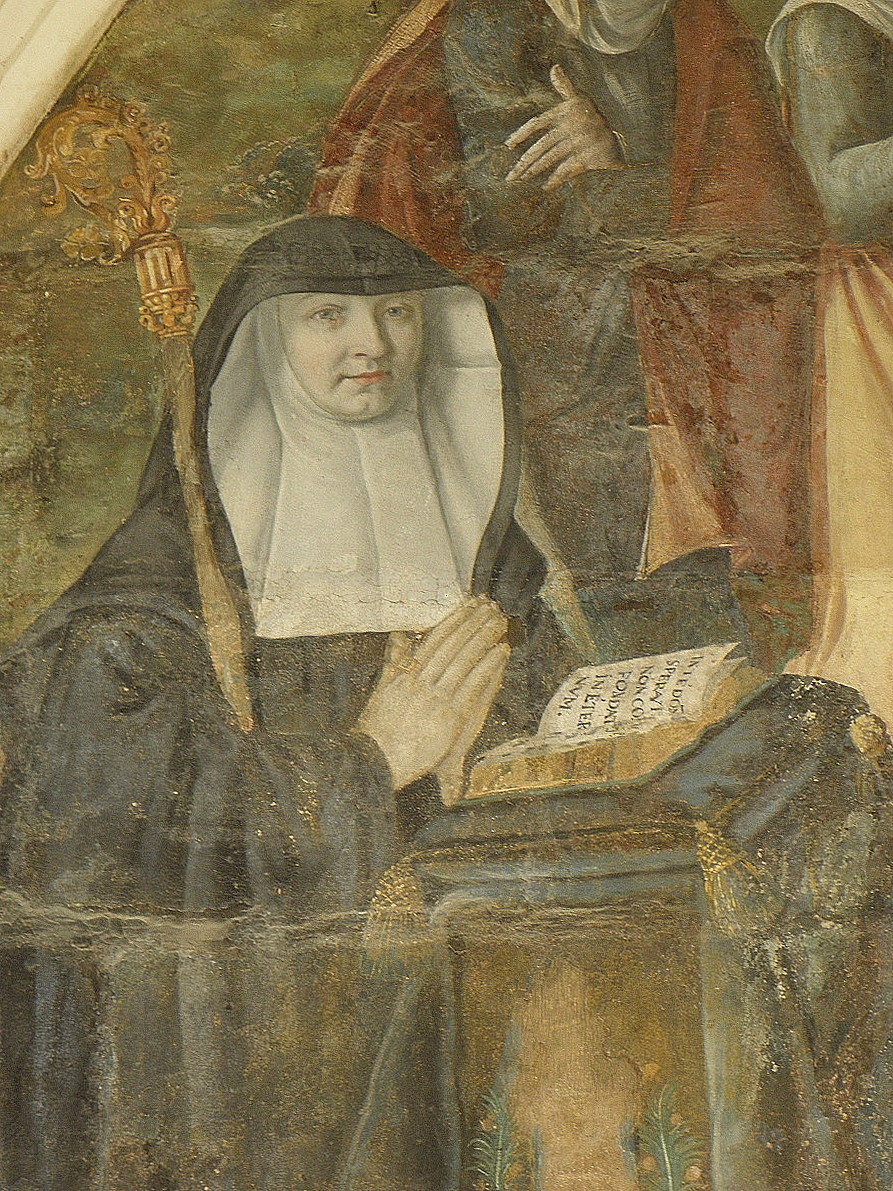
Jeanne Baptiste van Bourbon, abdis van 1637 tot 1670. Muurschildering in de kapittelzaal van de Abdij van Fontevraud

De Abdij van Fontevraud (of Fontevrault) ligt in het Franse plaatsje Fontevraud-l'Abbaye. Het is de best bewaarde verzameling kloostergebouwen ter wereld, heeft een zeer rijke geschiedenis en is daardoor een grote toeristische trekpleister geworden. De abdij hing niet af van een orde maar was van benedictijnse inspiratie. Het complex spreidde zich ooit uit over 14 hectaren.

## Geschiedenis

### De stichting
Priester, theoloog en rondtrekkend prediker Robert van Arbrissel (Arbrissel, ca. 1047- Maisonnais, ca.1117) vestigde zich rond 1100 met zijn volgelingen in het bos van Fontevraud en stichtte er in 1101 - op een vraag van paus Urbanus II - een kloostercomplex, waar mannen én vrouwen leefden. Robert besloot dat er aan het hoofd van zijn klooster een vrouw moest staan en wees Petronella van Chemillé aan als de eerste abdis.
Reeds in het midden van de 12de eeuw verbleven er meerdere duizenden personen in de abdij.

### Delen van het kloostercomplex
De abdij was onderverdeeld in verschillende priorijen en bijgebouwen; binnen de kloostermuren bevonden zich:
- het Onze-Lieve-Vrouwe-klooster ('le Grand Moûtier') voor de contemplatieve zusters (de basis-priorij, met de Onze-Lieve-Vrouw-kerk)
- het 'Saint Lazare'-klooster ontving  melaatsen (en vaak ook eczeemlijders)[2]
- het Magdalena-klooster ('Sainte Marie Madeleine') was een complex voor tot inkeer gekomen gehuwde vrouwen en weduwen die zich wilden terugtrekken uit de wereld.
- De infirmerie Sint-Benedictus

De monniken woonden buiten de kloostermuren, in de Johannes-de-evangelist-priorij ('Saint Jean de l'Habitation'), dat totaal verwoest werd tijdens de Franse revolutie. Naast de priesters - die de sacramenten verzorgden voor de zusters - waren er ook monniken aan het werk voor taken die niet verenigbaar waren met het contemplatieve leven (bijv. administratie, schrijvers, ontvangst van bezoekers uit de vele priorijen van de abdij uit Frankrijk, Engeland en Spanje)
Elk van deze kloostergedeelten was autonoom en bezat ieder hun prior, kapel, klooster, refectorium, slaapplaatsen, keukens en kapittelzalen.

### Hoge bescherming
Bij de benoeming van Mathilde van Anjou als abdis begon een eeuwenlange traditie om vrouwen van koninklijke of adellijke bloede aan het hoofd van Fontevraud te plaatsen. Het klooster werd dan ook snel favoriet bij verschillende Europese koningshuizen, met vele donaties tot gevolg.
De grafkelder van de Plantagenets bevond zich in het centrale vierkant van het transept van de Onze-Lieve-Vrouw-kerk. 
In 1189 werd Hendrik II er begraven, in 1199 gevolgd door zijn zoon Richard Leeuwenhart. Ook zijn dochter Johanna Plantagenet (en haar jonggestorven dochtertje) zou er begraven zijn geweest. Eleonora van Aquitanië, koningin van Frankrijk en later van Engeland, nam op hoge leeftijd haar intrek in het klooster en ze werd hier na haar dood (in 1204) ook begraven. Haar man Hendrik II van Engeland, haar zoon Richard Leeuwenhart en dochter Johanna waren hier al begraven. Later werden schoondochter Isabella van Angoulême (echtgenote van koning Jan) en kleinzoon Raymond VII van Toulouse hier eveneens begraven.

### De Franse Revolutie
Fontevraud heeft zwaar geleden onder de Franse Revolutie van 1789; delen van het klooster werden verwoest en geplunderd.   
De oorspronkelijke crypte van de Plantagenets verdween hierbij; enkel vier gisanten bleven bewaard:    
- Eleonora van Aquitanië
- Hendrik II van Engeland
- Richard Leeuwenhart
- Isabella van Angoulême

### Staatsgevangenis
Een paar jaar later, in 1804, werd het complex omgebouwd tot een beruchte staatsgevangenis. Jean Genet, die er verbleef, schreef erover in 'Het wonder van de Roos'.

### Cultuurpatrimonium
In 1963 werd de staatsgevangenis geschonken aan het Franse Ministerie van Cultuur. Later is het door de Franse staat gerestaureerd; ook vonden er verschillende opgravingen plaats. Een deel van het klooster wordt tegenwoordig gebruikt als conferentiecentrum. De rest is opengesteld voor publiek.
De abdij is in 2000 opgenomen in de lijst van het werelderfgoed van de UNESCO als een onderdeel van de gehele Loirevallei.

## Huidige gebouwen
Van het enorme kloostercomplex van vroeger zijn alleen de abdijkerk, de romaanse keuken, de kapittelzaal, de ziekenzaal Sint-Benoit en de priorij  bewaard gebleven.
In de abdijkerk Sint-Michel zijn tegenwoordig de kunstschatten van het klooster ondergebracht. De bouw van deze kerk is heel eenvoudig, maar de kapitelen van de pilaren bevatten gedetailleerde reliëfs.
Het meest bijzondere gebouw is de goed gerestaureerde romaanse keuken, de Tour d’Évraud. Deze heeft een achthoekige vorm, één grote centrale toren en meerdere kleine torentjes, schoorstenen met peperbusdaken. De keuken had wel zes plaatsen om te koken voor de honderden bewoners van het klooster. Het dak is volledig van steen en bevat geen hout, om het brandrisico te beperken.
De kapittelzaal bevat indrukwekkende muurschilderingen. Buiten de gebouwen zijn er nog middeleeuwse tuinen, een oranjerie, kruidentuinen en oude stallen te zien.
In de priorij Saint-Lazare is een luxe-hotel gevestigd  sinds 2014.
In de Fannerie, een 18e-eeuwse hooizolder, is sinds september 2021 een museum van moderne kunst ingericht die de Cligman collectie herbergt.

## Lijst van abdissen
De medestichteres en eerste priores zou Hersende van Champagne (1060-1114), de weduwe van Willem van Montsoreau, geweest zijn. Zij was de priores van de abdij, terwijl Robert d'Arbrissel op prediking ging. De titel van abdis werd door Robert d'Arbrissel ingevoerd voor Petronella van Chemillé.
Nadat het officieel een abdij werd, volgden er tussen 1115 en 1792 ruim dertig abdissen:
1. 1115-1149: Petronella van Chemillé
2. 1149-1155: Mathilde van Anjou, dochter van Fulco V van Anjou en dus ook tante van Hendrik II van Engeland
3. 1155-1180: Audeburg van Hautes-Bruyères
4. 1180-1189: Gillette (latijn: Gilia); ingetreden als novice op vijftienjarige leeftijd, was ze reeds 5 jaar priores van de basispriorij, toen ze als dertigjarige werd aangesteld tot abdis; dit werd in 1182 bevestigd in een bul door paus Lucius III op 15 april 1182;[9]
5. 1189-1194: Mathilde van Vlaanderen, de zus van Filips van de Elzas, graaf van Vlaanderen[9]. ze trad als veertienjarige in, toen haar tante Mathilde van Anjou er abdis was.
6. 1194-1207: Mathilde van Bohemen, werd abdis op hogere leeftijd, en kreeg de jonge Adèle van Bretagne als 'Grande Prieure'. Mathilde was eerder priores van Variville geweest.
7. 1207-1208: Maria van Blois (1128-1190)
8. 1208-1209: Alice van Bourgondië
9. 1209-1218: Alice van Champagne
10. 1218-1228: Bertha
11. 1228-1244: Adèle van Bretagne (1172-?); ze trad als 13jarige in het klooster.
12. 1244-1265: Mabile van Blois
13. 1265-1276: Jeanne van Dreux (Brenne)
14. 1276-1284: Isabella van Avoir
15. 1284-1304: Margaretha van Pocey
16. 1304-1342: Eleonora van Bretagne
17. 1342-1349: Isabella van Valois
18. 1349-1353: Theoffien van Chambon
19. 1353-1372: Jeanne van Maugey
20. 1372-1375: Alice van Ventadour
21. 1375-1393: Eleonora van Parthenay
22. 1393-1431: Blanche van Harcourt
23. 1431-1451: Maria van Harcourt, nicht van Blanche
24. 1451-1457: Maria van Montmorency,
25. 1457-1477: Maria van Bretagne, nicht van de latere koning Lodewijk XII
26. 1477-1491: Anne van Orléans (1464-1477-1491)
27. 1491-1534: Renée van Bourbon
28. 1534-1575: Louise van Bourbon
29. 1575-1611: Eleonora van Bourbon (1532-1611)
30. 1611-1637: Louise van Bourbon-Lavedan (1548-1637)
31. 1637-1670: Jeanne-Baptiste van Bourbon (1608-1670); de laatste van het huis Bourbon.
32. 1670-1704: Marie-Madeleine van Rochechouart (1645-1704), de zus van Madame de Montespan, de minnares van Lodewijk XIV (die haar benoemde in die functie). Zij richtte in 1693 het Hospice de la Sainte Famille op. Gabrielle deed ook de kloosterregels strikter toepassen. Zij liet een noviciaat bouwen, de tuinen heraanleggen, en verbond het paleis van de abdis met het klooster door een galerij. De wereldse abdis liet hier ook het toneelstuk Esther van Jean Racine opvoeren.
33. 1704-1742: Louise-Françoise de Rouchechouart-Mortemart
34. 1742-1753: Louise-Claire van Montmorin -Saint-Hérem; zij wordt benoemd tot gouvernante van vier dochters van Lodewijk XV, die er werden opgevoed.
35. 1753-1765: Marie-Louise van Thimbrune-Valence
36. 1765-1792: Julie-Sophie-Gillette van Pardaillan-Gondrin-Montspan-Antin (1725-1797), de laatste abdis van Fontevraud. Ze stierf in armoede in Parijs.

## Lijst van priorijen op het einde van de 12de eeuw
Louis-Auguste Picard vermeldt in zijn boek over de eerste abdissen het bestaan van de volgende priorijen:
- La Chaise-Dieu
- Clairuissel
- Foumouchon
- Aquiny
- Charme
- Maureau-cour
- Long-pré
- Fontaine
- Collinance
- Foicy
- Longeau
- Coulaine
- Belloler
- Epines-aux-Autels
- Sauvement
- Cubas
- Fontaine
- Venassel
- Pont-Cholet
- Varriville
- Regripière
- Tourvoye
- Valdemorière
- Blanche-Courbe
- Frontalier
- Monges
- Jarzay
- Glatigny
- Longefont
- Pont-Ratier
- Esteil
- Beaulieu
- Joursay
- Sainte-Florine
- St-Joseph de Brioude
- La Lande
- Cormeille
- St-Bibien
- Montazais
- Montbertin
- Boneil
- Fontaine St-Martin
- Cerisiers
- St-Juire
- l'Abbaye-du-Bois
- La Chaise-le-Vicomte
- Paravis
- Vaupillon
- Fontgrave
- La Rame
- Lespinasse
- Brie
- Grâce-de-Dieu
- Ste-Croix
- Longages
- Molendier
- Laverdun
- St-Laurent
- La Madeleine
- Brueil
- Goulejus
- Mommères
- Boulaur